# Il Giallo Mondadori Presenta
Collana "figlia" della serie Il Giallo Mondadori iniziata nell'agosto del 2007.

## Elenco uscite
| N. | Titolo                              | Autore               | In appendice:                            | Autore appendice  | Data di uscita    |
| -- | ----------------------------------- | -------------------- | ---------------------------------------- | ----------------- | ----------------- |
| 1  | Il sorriso di Anthony Perkins       | Claudia Salvatori    | Una storia da rubare                     | Barbara Baraldi   | 16 agosto 2007    |
| 2  | Locus Animae                        | Alessandro Defilippi | In fondo al fiume nero                   | Stefano Di Marino | 13 settembre 2007 |
| 3  | Nessun male                         | Bruno Pampaloni      |                                          |                   | 11 ottobre 2007   |
| 4  | La strada della violenza            | Mauro Marcialis      |                                          |                   | 3 gennaio 2008    |
| 5  | B@cteria                            | Giacomoni & Ricci    | Annetta Ridolfi e gli oggetti affettuosi | Patrizia Rinaldi  | 31 gennaio 2008   |
| 6  | Montecristo 1 Un uomo da abbattere  | Stefano Di Marino    |                                          |                   | 28 febbraio 2008  |
| 7  | I sacramenti del male               | Alda Teodorani       |                                          |                   | 27 marzo 2008     |
| 8  | Un assassino qualunque              | Piernicola Silvis    | Il parquet nudo                          | Andrea Nani       | 24 aprile 2008    |
| 9  | La bambola di cristallo (antologia) | Barbara Baraldi      |                                          |                   | 22 maggio 2008    |
| 10 | Il boia                             | Edoardo Montolli     | La cena                                  | Simone Tordi      | 19 giugno 2008    |
| 11 | Beethoven 27%                       | Roberto Barbolini    |                                          |                   | 14 agosto 2008    |
| 12 | Montecristo 2 Giorno maledetto      | Stefano Di Marino    | Fuori Genova, un anno fa                 | Luca Franzoni     | 11 settembre 2008 |
| 13 | Montecristo 3 Stagione di fuoco     | Stefano Di Marino    | Lampi rosso sangue                       | Sergio Rilletti   | 26 febbraio 2009  |